# Timothy Brian Noone
Timothy Brian Noone (* 21. September 1957 in Baltimore) ist ein US-amerikanischer Philosoph.

## Leben
Er erwarb den B.A. (Geschichte) an der Lock Haven University of Pennsylvania im Mai 1970, einen M.A. (Mediävistik) an der University of Toronto im November 1980, M.S.L. (Medieval Philosophy) am Pontifical Institute of Mediaeval Studies im Januar 1987 und den Ph.D. (Mediävistik) an der University of Toronto im November 1988 mit der Dissertation: An Edition and Study of the Scriptum super Metaphysicam, bk. 12, d.2:A Work Attributed to Richard Rufus of Cornwall (Gutachter: James P. Reilly).
Er lehrte an der St. Bonaventure University (Associate Professor: September 1993–August 1994, Assistant Professor: September 1989–August 1993 und Januar 1988–Juni 1989, Instructor: September 1987–Dezember 1987) und lehrt an der Catholic University of America (Ordinary Professor: seit September 2004, Associate Professor: September 1996–August 2004, Assistant Professor: September 1994–August 1996).
Seine Interessengebiete sind mittelalterliche Metaphysik und Erkenntnistheorie, franziskanische Philosophie und Philosophie der Geschichte.

## Schriften (Auswahl)
- als Herausgeber mit Robert R. Andrews, Oleg V. Bychkov, Sten Ebbesen, Girard J. Etzkorn, G. Gál, R. Green, Roberto Plevano, Andrew Traver und Rega Wood: Quaestiones super libros Perihermenias Aristotelis. Quaestiones super librum Elenchorum Aristotelis. Saint Bonaventure 2004, ISBN 1-57659-122-0.
- als Herausgeber mit Bernardo C. Bazán, Kent Emery, Romuald Green, Roberto Plevano und Andrew Traver: B. Ioannis Duns Scoti opera philosophica. 5. Quaestiones super secundum et tertium de anima. Saint Bonaventure 2006, ISBN 0-8132-1422-X.
- als Herausgeber mit Jorge J. E. Gracia: A companion to philosophy in the middle ages. Malden 2006, ISBN 0-631-21673-1.
- als Herausgeber mit Rollen Edward Houser: Commentary on the Sentences. Philosophy of God. Saint Bonaventure 2013, ISBN 978-1-57659-375-2.